# Casa Veneziana, Rijeka
Casa Veneziana (Venetianska huset) är ett kulturminnesskyddat palats i Rijeka i Kroatien. Byggnaden uppfördes åren 1883–1896 som ett privatpalats i historicistisk stil och ligger strax nordväst om Gamla stan i Rijeka. Palatset bär stildrag från den venetianska gotiken vilket givit upphov till dess namn. Idag tjänar Casa Veneziana som flerbostadshus.  

## Historik och arkitektur
Casa Veneziana uppfördes på uppdrag av den i Rijeka då bosatta brittiske industrimannen och ingenjören Robert Whitehead. Whitehead hade år 1856 flyttat till den då österrikiska (sedermera österrikisk-ungerska) hamnstaden Fiume (idag känt under sitt officiella kroatiska namn Rijeka) där han ägnade sig åt konstruktion och tillverkning av maskineri för krigsfartyg och senare tillverkning av torpeder.
År 1883 inleddes arbetet med att uppföra Whiteheads privata residens i centrala Rijeka. Platsen som valdes för byggnaden var fram till 1800-talets andra hälft täckt med vingårdar och koloniträdgårdar. I samband med Rijekas urbanisering under 1800-talets andra hälft började en ny gata kallad Dolac ta form vid platsen. Längs med denna gata uppfördes representativa byggnader, däribland Whiteheads residens.     
För byggnadens tillkomst anlitades den från Trieste härstammande men i Rijeka mestadels verksamme arkitekten Giacomo Zammattio.